# Schönhauser Tor

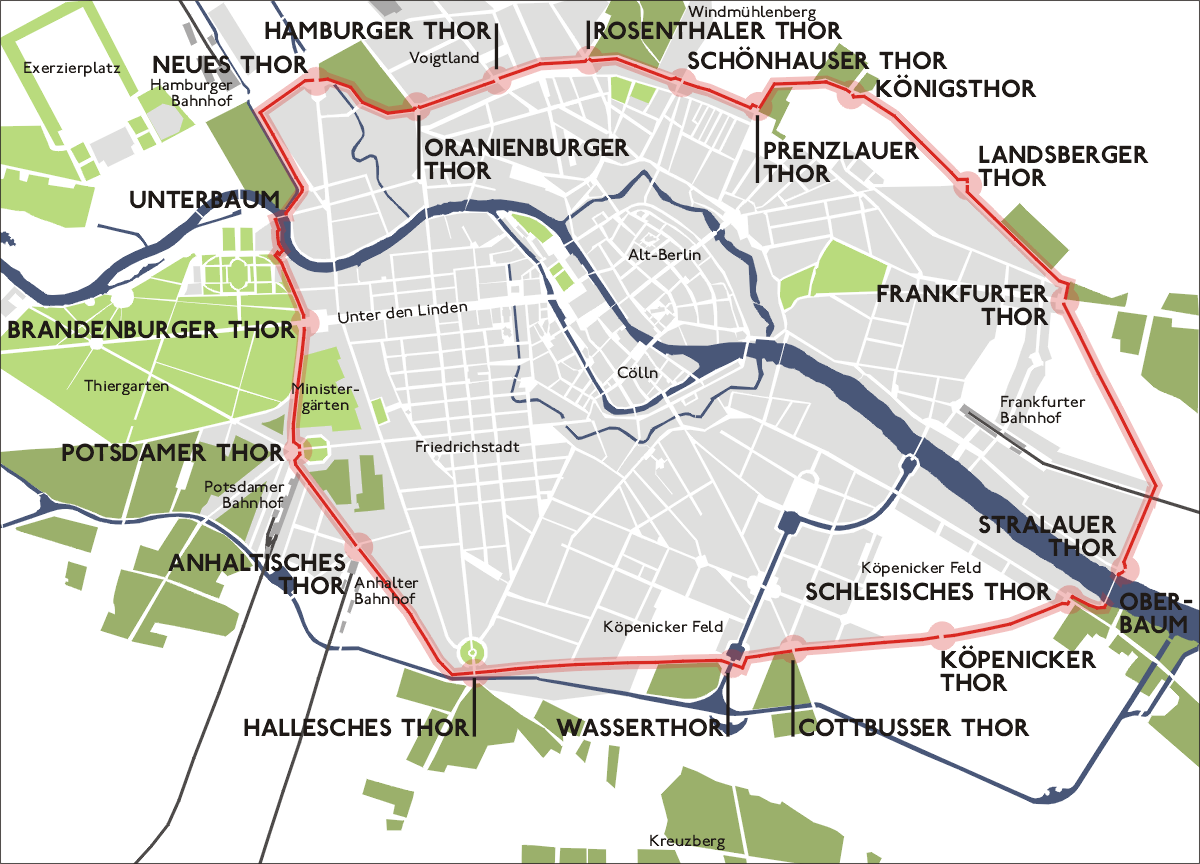
Die Tore der Akzisemauer um 1855

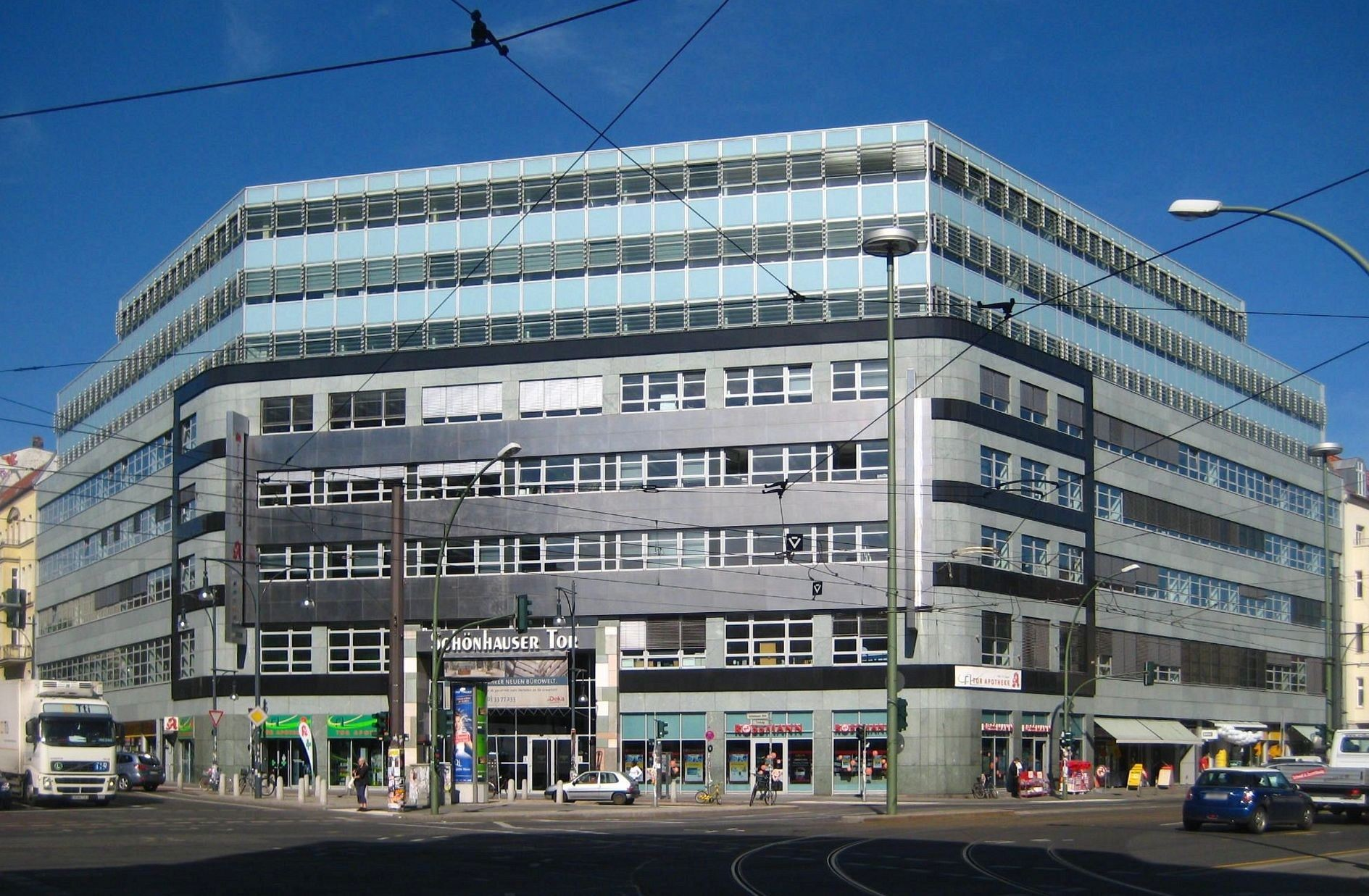
Geschäftshaus Schönhauser Tor von 1995

Das Schönhauser Tor war ein Stadttor der Berliner Zoll- und Akzisemauer, das nicht erhalten ist. Es lag an der heutigen Kreuzung von Schönhauser Allee und Torstraße, nördlich vom heutigen Rosa-Luxemburg-Platz. Am ungefähren Standort befindet sich heute ein Geschäftshaus mit dem Namen Schönhauser Tor, das 1995 fertiggestellt wurde.

## Geschichte
In den Jahren 1734–1737 ließ Friedrich Wilhelm I. nach dem Abriss der vormaligen inneren Stadtmauer der Festung Berlin eine Zoll- und Akzisemauer mit insgesamt 18 Toren errichten. Hier war für nach Berlin eingeführte Waren eine Akzise zu entrichten.
Das Schönhauser Tor befand sich zwischen dem westlich davon gelegenen Rosenthaler Tor und dem östlich davon gelegenen Prenzlauer Tor. Der Name stammt vom Schloss Schönhausen, in dessen Richtung das Tor ausgerichtet war.
Zwischen 1867 und 1870 wurde die Akzisemauer mit fast allen Stadttoren abgerissen, so auch das Schönhauser Tor. 

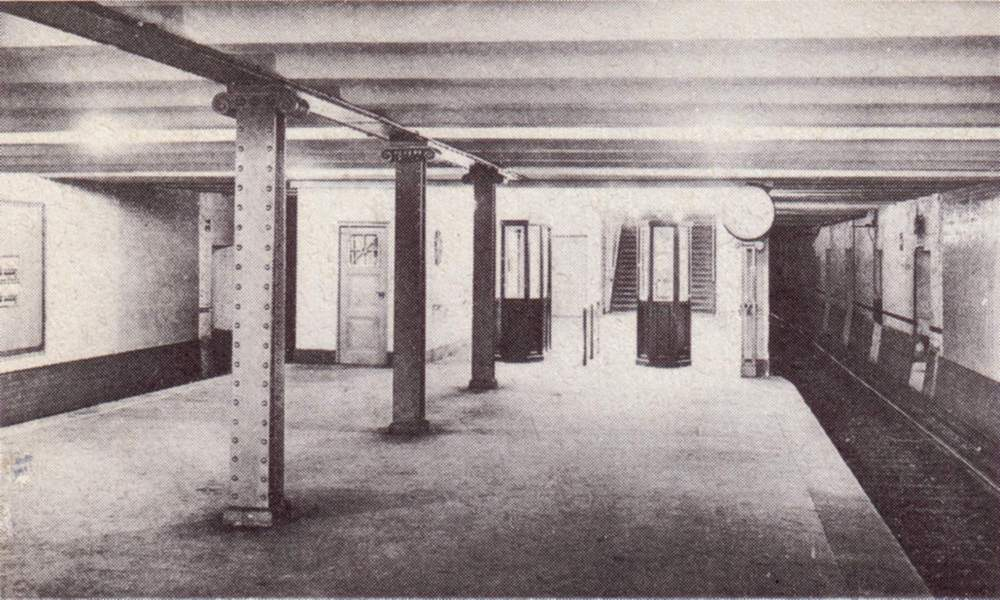
Der U-Bahnhof Schönhauser Tor wurde am 27. Juli 1913 in Betrieb genommen

Von 1913 bis 1950 hieß die nahegelegene U-Bahn-Station Schönhauser Tor (heute: U-Bahnhof Rosa-Luxemburg-Platz).
Von 1994 bis 1995 wurde in der Torstraße ein fünfgeschossiges Geschäftsgebäude nach Plänen der FFNS + Giese Bohne Planungsgesellschaft errichtet, das seitdem den Namen Schönhauser Tor trägt.